# Pendopo

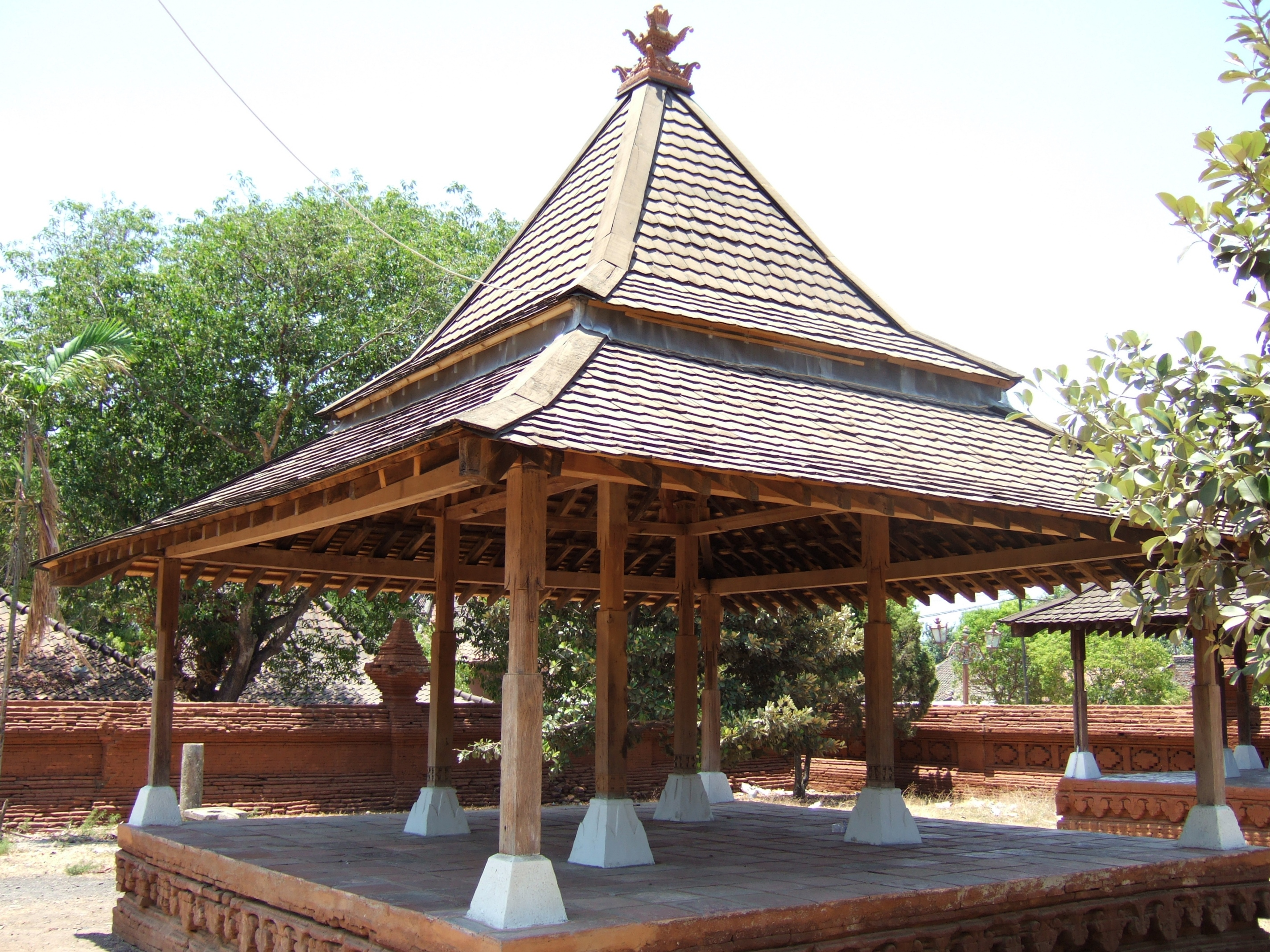
Pendopo em Kraton Kasepuhan, Cirebon

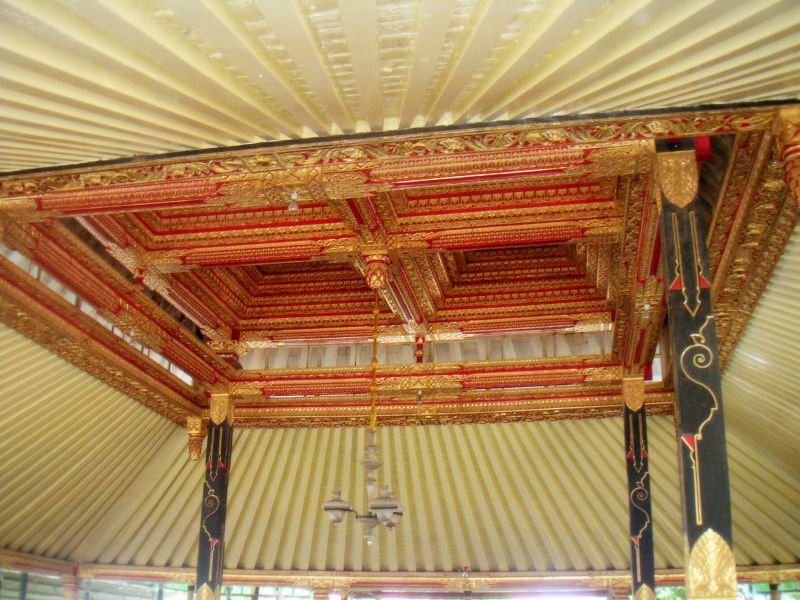
Teto Tumpangan com um pendopo

Um pendopo ou pendapa é um elemento fundamental da arquitetura javanesa. É uma estrutura construída em colunas semelhantes às de um pavilhão. Tendo piso quadrado ou retangular, é completamente aberto em todos os lados e fornece abrigo do sol e da chuva, mas permite que a brisa e a luz indireta passem. A palavra pendopo é uma variante da palavra em sânscrito "mandapa" (que significa "sala"). O escritor neerlandês Multatuli descreveu no seu romance reformista colonial Max Havelaar o pendopo da seguinte forma: "um chapéu largo, um guarda-chuva ou uma árvore oca, um pendopo é, sem dúvida, a representação mais simples do conceito de "telhado". Uma variante é o pendopo com um teto escalonado.
Com origem em antigos elementos arquitetónicos javaneses, os pendopos são espaços rituais comuns, usados principalmente com fins cerimoniais, embora hoje o seu uso cerimonial tenha diminuído. Eles também são usados para uma variedade de propósitos como um espaço de convivência social, uma entrada para o Omah (casa javanesa tradicional) e até mesmo espaços de trabalho artesanal3. O pendopo pode ser construído como uma estrutura isenta, ou sujeita a uma estrutura de parede interior chamada dalem, que forma a parte frontal de uma casa javanesa.
As imagens sobreviventes mais antigas dessas estruturas antigas aparecem em relevos de Borobudur. Antigamente hospedavam as instituições dos antigos reinos javaneses, como cortes, clérigos, palácios, e foram usados para aparições públicas do rei ou dos seus ministros. No complexo Ratu Boko do século IX, perto de Prambanan, há vestígios de bases de pedra quadrada levantadas com umpaks, pedras com furos para colocar pilares de madeira nelas assentes. Estruturas semelhantes também podem ser encontradas no século XIV. Na cidade de Trowulan, datada na era de Majapait, bases de tijolos quadrados com pedras de umpak sugerem que possivelmente alguns pendopos estavam lá. Uma vez que os pilares e o telhado foram feitos de material de madeira orgânica, nenhum vestígio do telhado do pendopo é evidente. O pendopo com tijolos básicos de estilo Majapait é encontrado no século XVI, em Kraton Kasepuhan, Cirebon, bem como no século XVII em Kota Gede, Yogyakarta. Essas evidências sugerem que o design não mudou muito durante um milénio.
Os componentes fundamentais dos palácios javaneses (kraton) são mantidos, com influências europeias a serem incorporadas frequentemente a partir do século XVIII. A maioria dos pendopos são feitos de madeira, mas as versões de alvenaria ainda existem, como no Kraton Kanoman em Cirebon. Hoje, construtores ou arquitetos ricos desmantelam, transportam e voltam a montar pendopos, formando fachadas de estilo moderno-tradicional.